# Trofeo Oro in Euro
Die Trofeo Oro in Euro ist ein Straßenradrennen im Frauenradsport in Italien.
Das Eintagesrennen wurde erstmals im Jahr 2017 als Rennen für die Elite im Rahmen des nationalen Kalenders ausgetragen. Als Vorläufer fanden von 2008 bis 2016 Rennen in der U19 und der U21 statt, unter anderem trugen sich 2012 Elisa Longo Borghini in der U21 und 2016 Elisa Balsamo in der U19 in die Siegerlisten ein. Seit 2022 steht das Rennen im Rennkalender der UCI und war zunächst in die Kategorie 1.2 eingestuft, seit 2023 gehört es zur Kategorie 1.1. 
Die Strecke führt zunächst auf rein flachem Rundkurs durch die Gemeinden Montignoso, Pietrasanta und Forte dei Marmi im Norden der der toskanischen Mittelmeerküste. Am Ende sind zwei Runden zu absolvieren, die durch die Ausläufer der Apuanischen Alpen führen, wobei jeweils der Anstieg zur Fortezza di Montignoso mit 220 Höhenmetern und durchschnittlich 5,5 Prozent Steigung enthalten ist.

## Palmarès (ab 2017)

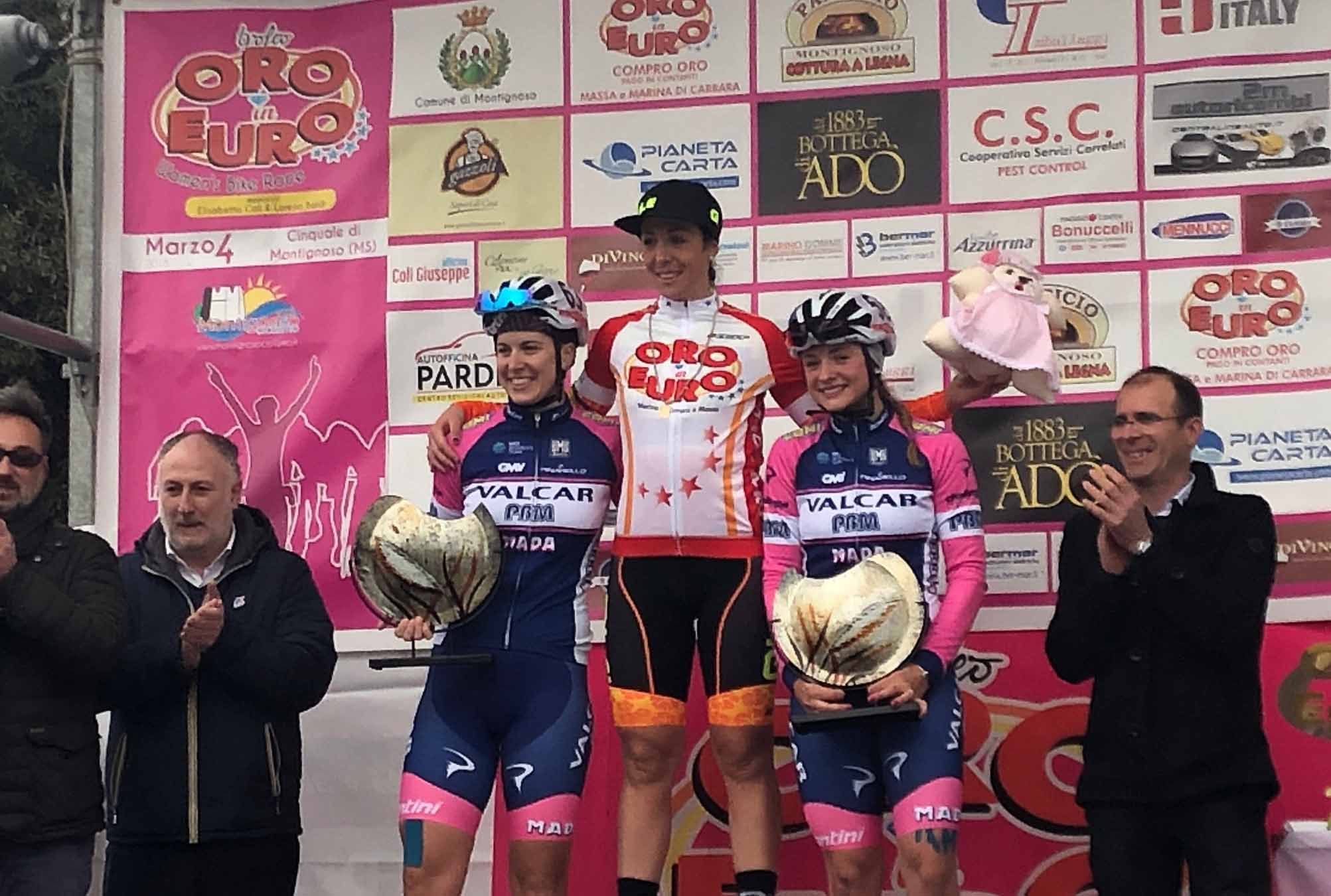
Podium 2018 mit Marta Bastianelli als Siegerin

| Jahr | Siegerin             | Zweite            | Dritte              |          |
| ---- | -------------------- | ----------------- | ------------------- | -------- |
| 2017 | Arlenis Sierra       | Marta Bastianelli | Giorgia Bronzini    |          |
| 2018 | Marta Bastianelli    | Ilaria Sanguineti | Chiara Consonni     |          |
| 2019 | Laura Tomasi         | Ilaria Sanguineti | Silvia Magri        |          |
| 2020 | abgesagt             | abgesagt          | abgesagt            | abgesagt |
| 2021 | Rachele Barbieri     | Vittoria Guazzini | Laura Tomasi        |          |
| 2022 | Sofia Bertizzolo     | Marta Lach        | Silvia Zanardi      |          |
| 2023 | Gaia Realini         | Amanda Spratt     | Martina Alzini      |          |
| 2024 | Elisa Longo Borghini | Karlijn Swinkels  | Ruth Edwards        |          |
| 2025 | Karlijn Swinkels     | Puck Pieterse     | Dominika Włodarczyk |          |